# Peltosaurus
El Peltosaurus es un género de lagarto extinto de la familia Anguidae, que vivió en Norteamérica entre el Eoceno al Oligoceno. Peltosaurus pertenece a la extinta subfamilia Glyptosaurinae. La especie tipo Peltosaurus granulosus fue nombrada en 1873 por el paleontólogo estadounidense Edward Drinker Cope. Muchas especies adicionales han sido nombradas, pero en su mayor parte fueron reclasificadas a diferentes géneros. Por ejemplo, Peltosaurus piger, nombrado en 1928, fue renombrado como Odaxosaurus piger, y P. jepseni, nombrado en 1942 para fósiles del Paleoceno de Wyoming, fue renombrado como Proxestops jepseni. En 1955 se nombró a una nueva especie, Peltosaurus macrodon, fue nombrado del Eoceno de California. Huesos de lagarto del Mioceno tardío de Nebraska fueron atribuidos a una nueva especie de Peltosaurus llamada P. minimus en 1976, extendiendo el rango fósil de Peltosaurus y Glyptosaurinae en el Neógeno. Sin embargo, estos huesos fueron posteriormente referidos a un género de escinco llamado Eumeces, lo que significa que el registro fósil de Peltosaurus y Glyptosaurinae no va más allá del Paleógeno.
El nombre Peltosaurus fue usado para referirse al dinosaurio ahora conocido como Sauropelta, pero cuando se cayó en cuenta de que el nombre ya había sido utilizado, se creó el nombre Sauropelta.